# Voronovytsia
Voronovytsia (ukrainien : Вороновиця) est une commune urbaine de l'oblast de Vinnytsia, en Ukraine. Elle compte 6 335 habitants en 2021.